# 韓國藝術綜合學校

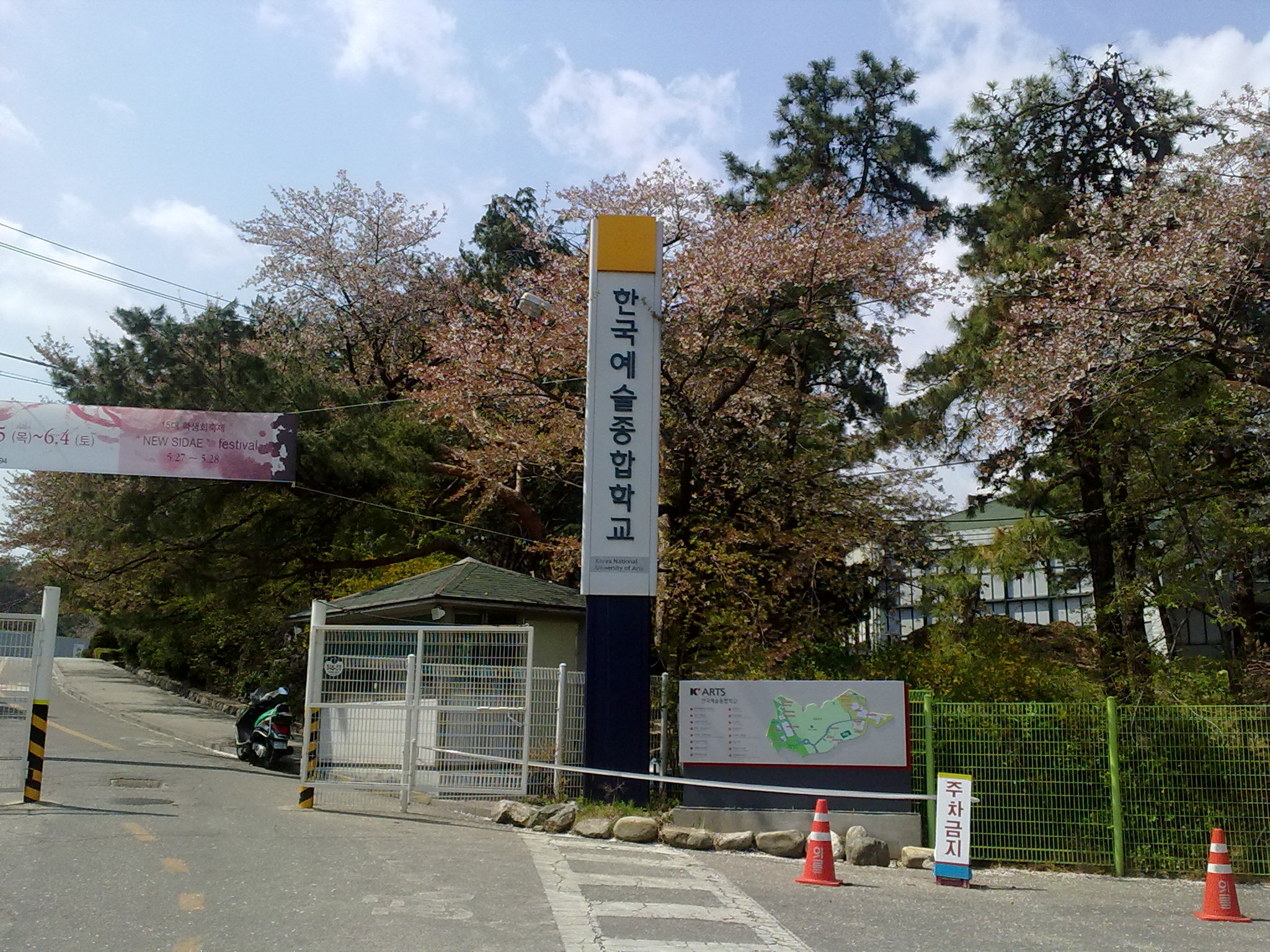
校門口

韓國藝術綜合學校是一所4年制國立藝術大學，隸屬於大韓民國文化體育觀光部。校址位於韓國首爾特別市瑞草區瑞草洞。1991年，依法批准成立。1993年，正式開放招生。是韓國唯一以藝術教育為中心的國立大學，該學校可授予藝術學士及文化體育觀光部頒發，等同碩士學位的專業證明書。

## 設置學科
- 音樂院《聲樂、器樂、作曲、指揮、音樂學》
- 演劇院《劇作、舞台美術、演技、演出、演劇學》
- 映像院《電影、放送映像、多媒體映像、動畫、映像理論》
- 舞蹈院《實驗技術、創作、理論》
- 美術院《造型設計、設計、建築、美術理論》
- 傳統藝術院《韓國藝術學、音樂、舞蹈、表演》

## 著名校友
- 張栗
- 張東健
- 李善均
- 吳萬石
- 李帝勳
- 韓藝璃
- 裕善
- 李昭娟
- 文貞熙
- 金東旭
- 庭沼珉
- 卞耀漢
- 朴正民
- 金高銀
- 朴素淡
- 林智姸
- 車瑞元
- 安恩真
- 李準（MBLAQ）
- 金寶京（天上智喜）
- Suho（EXO；休學）
- 金正賢
- 金力燦（B.A.P；休學）
- 陳慶
- 梁世宗
- 李熙俊
- 金聖喆
- 徐彩媛
- 申鉉彬
- 金建宇
- 韓智賢
- 崔藝彬
- 李裕英
- 李相二
- 李廷晙
- 河允景
- 趙鬥顯（XODIAC；休學)
- 姜有錫
- 鄭受彬
- 秋英宇